# Sinularia vervoorti
Sinularia vervoorti is een zachte koraalsoort uit de familie Alcyoniidae. De koraalsoort komt uit het geslacht Sinularia. Sinularia vervoorti werd in 1977 voor het eerst wetenschappelijk beschreven door Verseveldt. 